# Поповці (Габровська область)
По́повці (болг. Поповци) — село в Габровській області Болгарії. Входить до складу общини Габрово.

## Населення
За даними перепису населення 2011 року у селі проживали 536 осіб, з них 511 осіб (99,6%) — болгари.
Розподіл населення за віком у 2011 році:
Динаміка населення: